# Elizabetinsko obdobje
Elizabetinsko obdobje je obdobje v tudorskem obdobju zgodovine Anglije v času vladavine kraljice Elizabete I. (1558–1603). Zgodovinarji ga pogosto opisujejo kot zlato dobo v angleški zgodovini. Simbol Britannia (ženska poosebitev Velike Britanije) je bil prvič uporabljen leta 1572 in pogosto pozneje za označevanje elizabetinske dobe kot renesanse, ki je navdihnila nacionalni ponos s klasičnimi ideali, mednarodno širitvijo in pomorskim zmagoslavjem nad Španijo.
Ta zlata doba je predstavljala vrhunec angleške renesanse in je videla razcvet poezije, glasbe in literature. Obdobje je najbolj znano po svojem gledališču, saj so William Shakespeare in mnogi drugi napisali igre, ki so se osvobodile preteklega angleškega gledališkega sloga. To je bila doba raziskovanj in širjenja v tujini, medtem ko je doma protestantska reformacija postala bolj sprejemljiva za ljudi, zagotovo potem, ko je bila španska armada odbita. To je bil tudi konec obdobja, ko je bila Anglija ločeno kraljestvo pred svojo združitvijo s Škotsko.
Elizabetinsko obdobje je v ostrem nasprotju s prejšnjo in naslednjo vladavino. Bilo je kratko obdobje notranjega miru med vojnami vrtnic v prejšnjem stoletju, angleško reformacijo in verskimi boji med protestanti in katoličani pred vladavino Elizabete ter kasnejšim konfliktom angleške državljanske vojne in tekoče politične vojne. bitke med parlamentom in monarhijo, ki so zajele preostanek 17. stoletja. Protestantsko/katoliško ločnico je za nekaj časa uredila elizabetinska verska poravnava, parlament pa še ni bil dovolj močan, da bi izpodbijal kraljevi absolutizem.
Tudi Anglija je bila dobro situirana v primerjavi z drugimi evropskimi narodi. Italijanska renesansa se je končala po koncu italijanskih vojn, zaradi katerih je italijanski polotok obubožal. Kraljevina Francija je bila vpletena v francoske verske vojne (1562–1598). Leta 1598 so bili (začasno) naseljeni s politiko toleriranja protestantizma z Nantskim ediktom. Deloma zaradi tega, pa tudi zato, ker so španski tercii (vojaška enota španske vojske v času vladavine katoliških monarhov) Angleže pregnali z njihovih zadnjih postojank na celini, so bile stoletja dolge anglo-francoske vojne večinoma prekinjene za večino Elizabetine vladavine.
Edina velika tekmica je bila Habsburška Španija, s katero se je Anglija spopadla tako v Evropi kot v Ameriki v spopadih, ki so eksplodirali v angleško-špansko vojno 1585–1604. Poskus Filipa II. Španskega, da bi leta 1588 napadel Anglijo s špansko armado, je bil slavno poražen. Po drugi strani pa je Anglija začela enako neuspešno ekspedicijo v Španijo z odpravo Drake–Norris leta 1589. Tri nadaljnje španske armade so prav tako propadle leta 1596, 1597 in 1602. Vojna se je končala z Londonsko pogodbo leto po Elizabetini smrti.
Anglija je imela v tem obdobju centralizirano, dobro organizirano in učinkovito vlado, ki je bila v veliki meri posledica reform Henrika VII. in Henrika VIII., pa tudi Elizabetinih ostrih kazni za vse drugače misleče. Gospodarsko je imela država veliko koristi od nove dobe čezatlantske trgovine in vztrajne kraje španskih in portugalskih zakladov, predvsem kot posledica kroženja Francisa Drakea.
Izraz elizabetinska doba je bil že dobro uveljavljen v angleški in britanski zgodovinski zavesti, dolgo pred pristopom kraljice Elizabete II., in se na splošno nanaša samo na čas prejšnje kraljice s tem imenom.

## Romantika in resničnost
Viktorijanska doba in začetek 20. stoletja sta idealizirala elizabetinsko dobo. Enciklopedija Britannica trdi, da je bila »[D]olga vladavina Elizabete I., 1558–1603, zlata doba Anglije ... 'Vesela Anglija', zaljubljena v življenje, se je izražala v glasbi in literaturi, v arhitekturi in v avanturističnem pomorstvu«. To idealizirajočo težnjo sta si delili Britanija in anglofilna Amerika. V popularni kulturi je bila podoba teh pustolovskih elizabetinskih pomorščakov utelešena v filmih Errola Flynna.
Kot odgovor in odziv na to hiperbolo so sodobni zgodovinarji in biografi bolj nepristransko gledali na obdobje Tudorjev.

## Vlada
Elizabetinska Anglija v tem obdobju ni bila posebej uspešna v vojaškem smislu, vendar se je izognila večjim porazom in zgradila močno mornarico. Na splošno lahko rečemo, da je Elizabeta državi zagotovila dolgo obdobje splošnega, če ne popolnega miru in na splošno povečala blaginjo v veliki meri zaradi kraje s španskih zakladov, napadov na naselbine s slabo obrambo in prodajo afriških sužnjev. Ker je od prejšnjih vladavin podedovala tako rekoč bankrotirano državo, je njena varčna politika ponovno vzpostavila fiskalno odgovornost. Njena fiskalna omejitev je do leta 1574 rešila režim dolga in deset let kasneje je krona uživala presežek v višini 300.000 funtov. Z gospodarskega vidika se je ustanovitev kraljeve borze (1565), prve borze v Angliji in ene najzgodnejših v Evropi, s strani sira Thomasa Greshama izkazala za razvoj prvega pomena za gospodarski razvoj Anglije in kmalu tudi za svet kot celoto. Z nižjimi davki kot v drugih evropskih državah tega obdobja se je gospodarstvo širilo; čeprav je bilo bogastvo porazdeljeno divje neenakomerno, je bilo očitno več bogastva naokoli ob koncu Elizabetine vladavine kot na začetku. Ta splošni mir in blaginja sta omogočila privlačen razvoj, ki so ga poudarjali zagovorniki »zlate dobe«.

### Spletke in zarote
Elizabetanska doba je bila tudi doba spletk in zarot, pogosto politične narave in pogosto vključevala najvišje ravni elizabetinske družbe. Visoki uradniki v Madridu, Parizu in Rimu so skušali ubiti Elizabeto, protestantko, in jo nadomestiti s katoličanko Marijo, škotsko kraljico. To bi bil uvod v versko okrevanje Anglije za katolištvo. Leta 1570 je bila onemogočena Ridolfijeva zarota. Leta 1584 so odkrili zaroto Throckmorton, potem ko je Francis Throckmorton priznal svojo vpletenost v zaroto za strmoglavljenje kraljice in obnovitev katoliške cerkve v Angliji. Druga velika zarota je bila Babingtonska zarota – dogodek, ki je najbolj neposredno pripeljal do Marijine usmrtitve, pri odkritju pa je bil vpleten dvojni agent Gilbert Gifford, ki je deloval pod vodstvom Francisa Walsinghama, kraljičinega zelo učinkovitega vohunskega mojstra.
Esseški upor leta 1601 ima dramatičen element, saj so tik pred vstajo podporniki esseškega grofa, med njimi Charles in Joscelyn Percy (mlajša brata grofa Northumberlandskega), plačali predstavo igre Rihard II. Williama Shakespearea v gledališču Globe, očitno z namenom vzbuditi slabo voljo javnosti do monarhije.
V zaroti iz leta 1603 sta dva katoliška duhovnika načrtovala ugrabitev kralja Jakoba in ga zadržala v londonskem Toweru, dokler ne bi privolil, da bo bolj strpen do katoličanov. Najbolj dramatičen je bil smodniški načrt iz leta 1605, da bi med državnim odprtjem parlamenta razstrelili lordsko zbornico. Pravočasno so ga odkrili, ko so usmrtili osem zarotnikov, vključno z Guyjem Fawkesom, ki je postal ikonični zlobni izdajalec v angleškem izročilu.

### Kraljeva mornarica in poraz Armade
Medtem ko je Henrik VIII. začel kraljevo mornarico, sta to Edvard in Marija prezrla in je bila le malo več kot sistem obalne obrambe. Elizabeta je svojo pomorsko moč postavila na prvo mesto. Tvegala je vojno s Španijo s podporo 'morskih psov', kot sta John Hawkins in Francis Drake, ki sta plenila španske trgovske ladje, ki so prevažale zlato in srebro iz Novega sveta. Ladjedelnice mornarice so bile vodilne v tehničnih inovacijah in kapitani so oblikovali nove taktike. Parker (1996) trdi, da je bila popolnoma opremljena ladja eden največjih tehnoloških dosežkov stoletja in je trajno spremenila pomorsko vojskovanje. Leta 1573 so angleški ladjedelničarji predstavili načrte, ki so bili prvič prikazani v Dreadnaughtu, ki je ladjam omogočal hitrejšo plovbo in boljše manevriranje ter omogočal težje topove. Medtem ko so se prej vojaške ladje poskušale spopasti druga z drugo, da bi se vojaki lahko vkrcali na sovražnikovo ladjo, so se zdaj umaknile in streljale s širokim bokom, da bi potopile sovražnikovo ladjo. Ko se je Španija končno odločila za invazijo in osvojitev Anglije, je bil to fiasko. Vrhunske angleške ladje in mornarsko znanje so preprečile invazijo in pripeljale do uničenja španske armade leta 1588, kar je pomenilo vrhunec Elizabetine vladavine. Tehnično je armada propadla, ker je španska preveč zapletena strategija zahtevala koordinacijo med invazijsko floto in špansko vojsko na kopnem. Poleg tega je slaba zasnova španskih topov pomenila, da so bili veliko počasnejši pri ponovnem polnjenju v bitki od blizu. Španija in Francija sta imeli še vedno močnejši floti, toda Anglija ju je dohitevala.
Parker je špekuliral o strašnih posledicah, če bi Španci leta 1588 izkrcali svojo invazijsko vojsko. Trdi, da je bila španska vojska večja, izkušenejša, bolje opremljena, bolj samozavestna in je imela boljše financiranje. Angleška obramba je bila na drugi strani šibka in zastarela; Anglija je imela premalo vojakov in so bili v najboljšem primeru le delno usposobljeni. Španija je izbrala najšibkejši člen Anglije in verjetno bi lahko zavzela London v enem tednu. Parker dodaja, da bi katoliška vstaja na severu in na Irskem lahko prinesla popoln poraz.

### Koloniziranje Novega sveta
Odkritja Krištofa Kolumba so naelektrila vso zahodno Evropo, zlasti pomorske sile, kot je Anglija. Kralj Henrik VII. je naročil Johnu Cabotu, da vodi potovanje, da bi našel severno pot do Začimbnih otokov v Aziji; s tem se je začelo iskanje severozahodnega prehoda. Cabot je odplul leta 1497 in dosegel Novo Fundlandijo. Naslednje leto je vodil še eno potovanje v Ameriko, vendar o njem ali njegovih ladjah ni bilo nič več slišati.
Leta 1562 je Elizabeta poslala zasebnika Hawkinsa in Drakea, da zasežeta plen španskih in portugalskih ladij ob obali Zahodne Afrike. Ko so se angleško-španske vojne po letu 1585 okrepile, je Elizabeta odobrila nadaljnje napade na španska pristanišča v Ameriki in proti ladjam, ki so se vračale v Evropo z zakladi. Medtem sta si vplivna pisatelja Richard Hakluyt in John Dee začela prizadevati za ustanovitev angleškega lastnega čezmorskega imperija. Španija je bila dobro uveljavljena v Ameriki, medtem ko je imela Portugalska v zvezi s Španijo od leta 1580 ambiciozen svetovni imperij v Afriki, Aziji in Južni Ameriki. Francija je raziskovala Severno Ameriko. Anglija je bila spodbujena k ustvarjanju lastnih kolonij, s poudarkom na Zahodni Indiji in ne v Severni Ameriki.
Martin Frobisher je avgusta 1576 pristal v Frobisher Bayu na Baffinovem otoku; vrnil se je leta 1577 in ga zahteval v imenu kraljice Elizabete, na tretjem potovanju pa je poskušal ustanoviti naselbino v Frobisher Bayu, a mu ni uspelo.
Od leta 1577 do 1580 je Francis Drake obkrožil svet. Skupaj s svojimi drznimi napadi na Špance in veliko zmago nad njimi pri Cádizu leta 1587 je postal slaven junak – njegove podvige še vedno slavijo – vendar Anglija ni sledila njegovim zahtevam. Leta 1583 je Humphrey Gilbert odplul v Novo Fundlandijo in zavzel pristanišče St. John's skupaj z vsem ozemljem v krogu dvesto lig severno in južno od njega.
Leta 1584 je kraljica Walterju Raleighu podelila listino za kolonizacijo Virginije; poimenovali so jo v njeno čast. Raleigh in Elizabeta sta iskala takojšnje bogastvo in oporišče za zasebnike, da bi napadli špansko floto za zaklad. Raleigh je poslal druge, da ustanovijo kolonijo Roanoke; ostaja skrivnost, zakaj so vsi naseljenci izginili. Leta 1600 je kraljica zakupila Vzhodnoindijsko družbo, da bi razbila španski in portugalski monopol nad trgovino na Daljnem vzhodu. Ustanovila je trgovske postaje, ki so se v kasnejših stoletjih razvile v Britansko Indijo, na obalah današnje Indije in Bangladeša. Večja kolonizacija Severne Amerike se je začela kmalu po Elizabetini smrti.

## Religija
Elizabeti je uspelo ublažiti in zadušiti močne verske strasti tistega časa. To je bilo v velikem nasprotju s prejšnjimi in naslednjimi obdobji izrazitega verskega nasilja.
Elizabeth je rekla: »Nimam želje delati oken v duše ljudi«. Zdi se, da je imela njena želja po ublažitvi verskega preganjanja prejšnjih vladavin Tudorjev – preganjanje katoličanov pod Edvardom VI. in protestantov pod Marijo I. – ublažitveni učinek na angleško družbo. Elizabeta, protestantka, a nedogmatična, ki je odobrila Book of Common Prayer iz leta 1559, ki je dejansko obnovila Book of Common Prayer iz leta 1552 s spremembami, ki so jasno pokazale, da Angleška cerkev verjame v (duhovno) resnično navzočnost Kristusa v Svetem obhajilu, vendar brez opredelitve, kako za to, da bi to ostalo skrivnost in dala črno rubriko odstraniti iz členov vere: to je dovoljevalo klečanje za prejemanje obhajila, ne da bi pomenilo, da to pomeni resnično in bistveno Kristusovo prisotnost v kruh in vino: tako je verjela. Ni mogla pridobiti neporočene duhovščine ali protestantskega svetega obhajila, ki bi bilo videti kot maša. Apostolsko nasledstvo se je ohranilo, institucija cerkve se je nadaljevala brez prekinitve (98 % duhovščine je ostalo na svojih položajih) in poskus prepovedi glasbe v cerkvi je bil poražen. Odredbe iz leta 1571 so prepovedovale vse doktrine, ki niso bile v skladu z naukom cerkvenih očetov in katoliških škofov. Kraljičina sovražnost do strogih kalvinističnih doktrin je blokirala radikale.
Iz angleške reformacije ni izšla skoraj nobena izvirna teološka misel; namesto tega se je Cerkev oprla na katoliško soglasje prvih štirih ekumenskih koncilov. Ohranjanje številnih katoliških doktrin in praks je bilo kukavičje jajce, ki je sčasoma povzročilo oblikovanje Via Media v 17. stoletju. Preostanek svoje vladavine je preživela v srditi obrambi pred radikalnimi reformatorji in rimskokatoličani, ki so želeli spremeniti ureditev cerkvenih zadev: anglikanska cerkev je bila protestantska, »s svojim značilnim ustavljenim razvojem v protestantskem smislu in duhom, ki ga je skrivala po starejši svet katoliških tradicij in nabožnih praks«.
Več let se je Elizabeta vzdržala preganjanja katoličanov, ker je bila proti katolicizmu, ne pa proti svojim katoliškim podložnikom, če niso delali težav. Leta 1570 je papež Pij V. Elizabeto razglasil za krivoverko, ki ni zakonita kraljica in da ji njeni podaniki niso več dolžni pokorščine. Papež je poslal jezuite in semenišča, da bi na skrivaj evangelizirali in podpirali katoličane. Po več zarotah, da bi jo strmoglavili, so katoliško duhovščino večinoma imeli za izdajalce in so jo v Angliji agresivno preganjali. Duhovnike so po ujetju pogosto mučili ali usmrtili, razen če so sodelovali z angleškimi oblastmi. Ljudje, ki so javno podpirali katolicizem, so bili izključeni iz poklicev; včasih denarno ali zaprti. To je bilo upravičeno z utemeljitvijo, da katoličani niso bili preganjani zaradi svoje vere, ampak kaznovani, ker so bili izdajalci, ki so podpirali kraljičinega španskega sovražnika; v praksi pa so katoličani to dojemali kot versko preganjanje, usmrčene pa so imeli za mučence.

## Znanost, tehnologija in raziskovanje
Ker ni bilo prevladujočega genija ali formalne strukture za raziskovanje (naslednje stoletje je imelo tako sira Isaaca Newtona kot Kraljevo družbo), je elizabetinska doba vseeno zabeležila pomemben znanstveni napredek. Astronoma Thomas Digges in Thomas Harriot sta pomembno prispevala; William Gilbert je leta 1600 objavil svojo temeljno študijo o magnetizmu De Magnete. Znaten napredek je bil dosežen na področju kartografije in zemljemerstva. Omeniti velja tudi ekscentričnega, a vplivnega Johna Deeja.
Velik del tega znanstvenega in tehnološkega napredka je bil povezan s praktičnimi veščinami navigacije. Angleški raziskovalni dosežki so bili v elizabetinski dobi omembe vredni. Sir Francis Drake je med letoma 1577 in 1581 obkrožil svet, Martin Frobisher pa je raziskoval Arktiko. Prvi poskus angleške poselitve vzhodne obale Severne Amerike se je zgodil v tem obdobju - neuspešna kolonija na otoku Roanoke leta 1587.
Medtem ko elizabetinska Anglija ne velja za dobo tehnoloških inovacij, je prišlo do določenega napredka. Leta 1564 je Guilliam Boonen prišel z Nizozemske, da bi postal prvi izdelovalec kočij kraljice Elizabete — in tako v Anglijo predstavil nov evropski izum kočije z vzmetenjem kot zamenjavo za vozove prejšnjega načina prevoza. Kočije so hitro postale modni kot športni hit v poznejšem stoletju; družbeni kritiki, zlasti puritanski komentatorji, so opazili »raznolike velike dame«, ki so se vozile »gor in dol po podeželju« v svojih novih kočijah.

## Visoka kultura

### Gledališče
Z Williamom Shakespearom na vrhuncu, pa tudi s Christopherjem Marlowom in številnimi drugimi dramatiki, igralci in gledališči, ki so nenehno zaposleni, je bila visoka kultura elizabetinske renesanse najbolje izražena v njenem gledališču. Posebej priljubljene so bile zgodovinske teme, da ne omenjamo običajnih komedij in tragedij.

### Glasba
Popotujoči glasbeniki so bili zelo iskani na dvoru, v cerkvah, podeželskih hišah in na lokalnih festivalih. Pomembni skladatelji so bili William Byrd (1543–1623), John Dowland (1563–1626), Thomas Campion (1567–1620) in Robert Johnson (okoli 1583–okoli 1634). Skladatelje sta naročila cerkev in dvor, uporabili pa so dva glavna sloga, madrigal in ayre. Popularna kultura je pokazala veliko zanimanje za ljudske pesmi in balade (ljudske pesmi, ki pripovedujejo zgodbo). V poznem 19. stoletju je postala moda zbiranje in petje starih pesmi.

### Likovna umetnost
Pogosto je bilo rečeno, da je renesansa prišla pozno v Anglijo, v nasprotju z Italijo in drugimi državami celinske Evrope; v likovni umetnosti v Angliji v obdobju Tudorjev in Stuartov so prevladovali tuji in uvoženi talenti - od Hansa Holbeina mlajšega pod Henrikom VIII. do Anthonisa van Dycka pod Karlom I. Vendar se je znotraj tega splošnega trenda razvijala domača slikarska šola. V Elizabetini vladavini je Nicholas Hilliard, kraljičin »livar in zlatar«, najbolj splošno priznana osebnost v tem domorodnem razvoju; vendar je George Gower začel pritegniti večjo pozornost in spoštovanje, ko se je poznavanje njega in njegove umetnosti ter kariere izboljšalo.